# Berberidaceae
{{automatic taxobox
| image = Berberis darwinii shoot.jpg
| image_width = 240п
| image_caption = Berberis darwinii — изданак са цветовима
| taxon = Berberidaceae
| authority = .
| subdivision_ranks = Родови
| subdivision = 
- -{Achlys
- Berberis
- Bongardia
- Caulophyllum
- Diphylleia
- Dysosma
- Epimedium
- Gymnospermium
- Jeffersonia
- Leontice
- Mahonia
- × Mahoberberis
- Nandina
- Podophyllum
- Ranzania
- Vancouveria}-

}}
Жутике (Berberidaceae) или фамилија шимширика је фамилија из реда Ranunculales, која је присутна у већини класификационих схема скривеносеменица. Обухвата 15 родова, који су у прошлости припадали различитим фамилијама:
1. фамилији :
2. фамилији :
3. фамилији :
4. фамилији :

Род Mahonia је веома сродан и еволуционо близак роду Berberis, тако да га поједини ботаничари укључују у исти. Врсте ова два рода могу хибридизовати, а хибриди се подводе под род × Mahoberberis.